# Chiesa di San Biagio (Carpi)
La chiesa di San Biagio è la parrocchiale di San Marino, frazione di Carpi in provincia di Modena. Appartiene alla zona pastorale 4 della diocesi di Carpi e risale al XVI secolo.

## Storia
La chiesa principale della frazione di San Marino era sicuramente presente durante il periodo dell'invasione territoriale da parte delle truppe francesi avvenuta verso la fine del XVIII secolo e durante quest'occupazione straniera andarono perdute documentazioni parrocchiali, probabilmente relative ai primi battesimi a partire dal XVI secolo.
Durante il terremoto dell'Emilia del 2012 l'edificio ha subito notevoli danni ed è stato necessario l'intervento per la sua messa in sicurezza ed il restauro.
Nel 2017 l'allora vescovo di Carpi Francesco Cavina si è recato in visita pastorale presso la comunità dei fedeli di San Marino.

## Descrizione
La chiesa si presenta con forme neoclassiche e tipica facciata a capanna con quattro lesene poco sporgenti che reggono il grande frontone triangolare superiore. Il portale è sovrastato, in asse, dall'ampia finestra rettangolare che porta luce alla sala. La torre campanaria è posta in posizione arretrata, alla sinistra della parte absidale e la cella si apre con quattro finestre a monofora.
La parrocchia della quale la chiesa è sede comprende anche gli altri due edifici sacri, il santuario della Madonna dei Ponticelli e l'oratorio di San Lorenzo.